# 法塔雷拉山脈

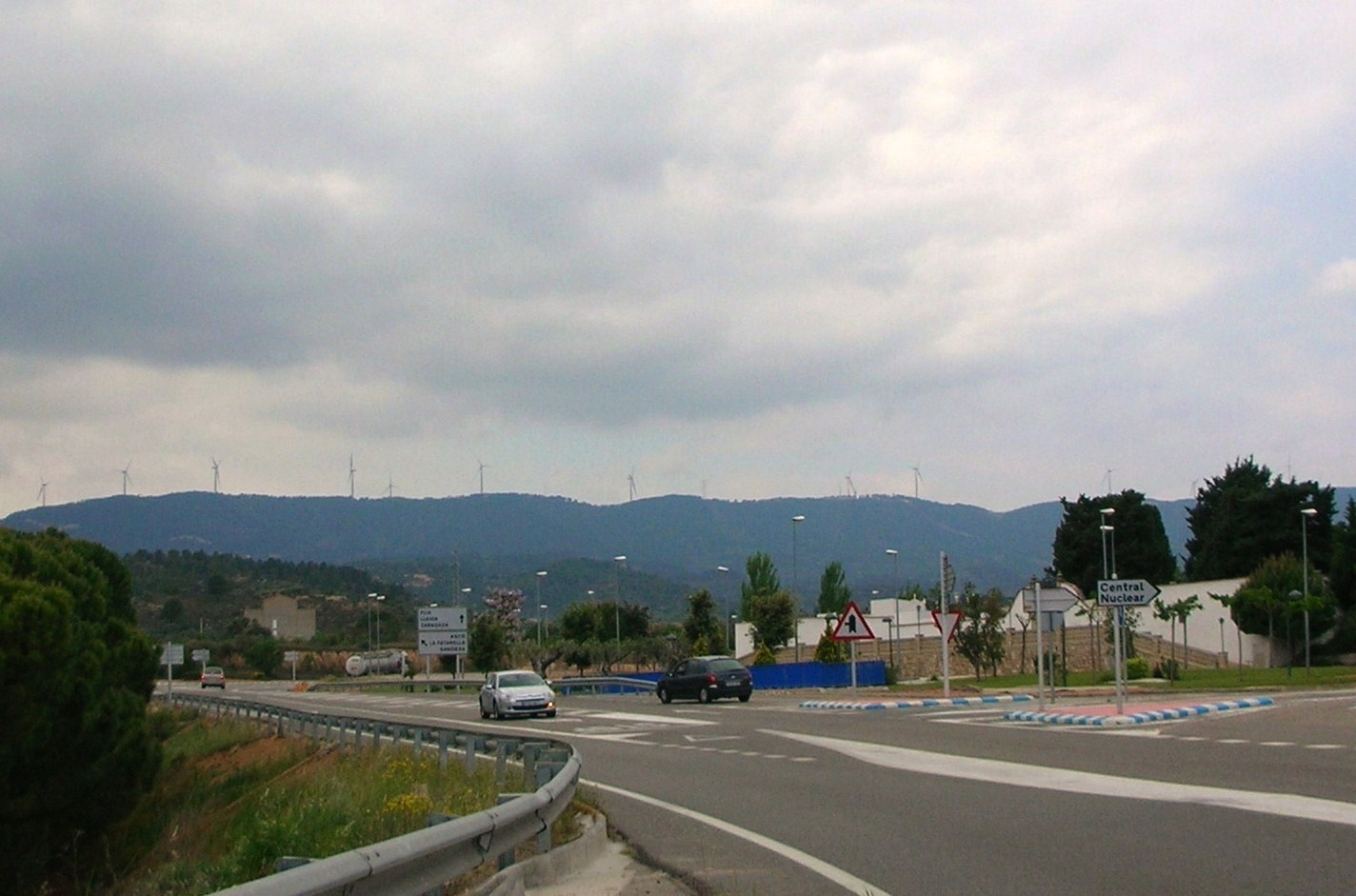

41°11′49.34″N 0°29′42.86″E / 41.1970389°N 0.4952389°E
法塔雷拉山脈，是西班牙的山脈，位於該國東北部加泰羅尼亞，屬於加泰羅尼亞前海岸山脈的一部分，最高點海拔高度563米，山體由石灰岩組成。